# Tranquilizer Gun
Tranquilizer Gun (トランキライザーガン?, Torankiraizā Gan) è un videogioco arcade ibrido tra azione e sparatutto, sviluppato e pubblicato da SEGA nel 1980. È stato convertito solo per SG-1000 e distribuito con il nome di Safari Hunting.
Il titolo è presente emulato nella versione per Dreamcast di Dynamite Cop, mentre il remake incluso all'interno di Sega Ages Vol. 23: Sega Memorial Selection per PlayStation 2.

## Modalità di gioco
Tranquilizer Gun è ambientato nella giungla, strutturata in unico schema labirintico con visuale dall'alto. Il giocatore controlla un cacciatore, che spara proiettili tranquillanti agli animali selvatici tra serpenti, gorilla, leoni ed elefanti per farli addormentare, poi li trasporta al suo camion.
Il cacciatore, dopo aver addormentato un animale con uno o più colpi (dipende dal tipo), comincia a trasportarlo di peso ma i suoi movimenti rallentano. Inoltre non ha molto tempo per riportarlo al camion perché l'effetto anestetico dura solo 30 secondi, e nel caso dovessero esaurirsi, l'animale si sveglia, si arrabbia e si lancia contro il cacciatore e una vita viene persa.
Il camion può viaggiare in senso antiorario nella giungla (ma il carburante si esaurirà un po' più velocemente). È anche possibile sparare nella direzione di marcia mentre lo si guida. Esso ha un numero rosso che indica il carburante rimanente, e il conto alla rovescia inizia da 30. Quando il numero è 03, si sentirà un allarme, e quando raggiunge lo 00, gli animali selvatici si avvicineranno al cacciatore alla distanza più breve.
Una volta che tutti gli animali sono stati caricati sul camion, il giocatore passa al livello successivo. Potrà ricevere un bonus del 10% se non spreca colpi mentre addormenta gli animali.